# Sibač
Sibač (en serbe cyrillique : Сибач) est un village de Serbie situé dans la province autonome de Voïvodine. Il fait partie de la municipalité de Pećinci dans le district de Syrmie (Srem). Au recensement de 2011, il comptait 469 habitants.

## Démographie

### Évolution historique de la population
| 1948 | 1953 | 1961 | 1971 | 1981 | 1991 | 2002 | 2011 |
| ---- | ---- | ---- | ---- | ---- | ---- | ---- | ---- |
| 586  | 563  | 548  | 508  | 509  | 549  | 544  | 469  |

|  |

## Tourisme
L'église Saint-Nicolas de Sibač remonte à 1767 et a été décorée au XIXe siècle ; elle abrite une importante iconostase du XVIIIe siècle et des fresques réalisées en 1851 par le peintre Konstantin Pantelić ; en raison de son importance, elle a été classée sur la liste des monuments culturels d'importance exceptionnelle de la République de Serbie,.

## Personnalité
Le spécialiste de mécanique et académicien Teodor Atanacković est né en 1945 dans le village.